# Caos USA
Caos USA (Distraction) è un romanzo di fantascienza dello scrittore Bruce Sterling, pubblicato nel 1998, finalista del Premio Hugo per il miglior romanzo assegnato nel 1999 e vincitore del Premio Arthur C. Clarke nel 2000.

## Trama
(Bruce Sterling, Caos USA)
L'opera è ambientata nel 2044, in un'America balcanizzata a causa della crisi interne scatenatesi dopo una guerra economica persa contro la Cina e degli stravolgimenti orografici delle coste sommerse dal mare innalzatosi per il riscaldamento globale.
La popolazione mondiale ha superato gli otto miliardi, l'Olanda è stata quasi completamente sommersa dalle acque e moltitudini di disoccupati, ormai senza più speranze di trovare lavoro, si sono riuniti in tribù nomadi. Le forze armate sono senza fondi e provvedono alle loro esigenze organizzando posti di blocco illegali e estorcendo denaro ai cittadini, pratica quest'ultima diffusa in tutto il paese profondamente corrotto.
Oscar Valparaiso è a capo di un gruppo di esperti in campagne elettorali che, grazie al suo prezioso lavoro come spin doctor, è riuscito a far eleggere al Senato degli Stati Uniti il visionario ex architetto Alcott Bambakias. Il suo gruppo, la cosiddetta "krew",  dopo la vittoria del loro cliente, si ricicla in campo politico, supportando Oscar nel suo nuovo incarico di analista membro della commissione scientifica del Senato. Il gruppo si sposta in Louisiana, feudo del corrotto governatore Green Huey, per tentare di rilanciare il "Collaboratorio", un centro di studio all'avanguardia nella biotecnologia. Qui Oscar, scoperta la crisi finanziaria cui versa il laboratorio e smascherata la diffusa corruzione di molti scienziati e politici, azzera il consiglio di amministrazione e insedia la scienziata Greta Penninger, premio Nobel, a capo della struttura.
Oscar si trova a doversi difendere dagli attacchi di Green Huey che vuole rimpossessarsi del controllo del Collaboratorio e contro la "Fatwā" lanciatagli contro dal folle governatore, che non esita a assoldare membri di una tribù nomade per sferrare attacchi contro la struttura. Green aveva commissionato degli studi ad alcuni scienziati del Collaboratorio che avevano sintetizzato una sostanza mutagena, capace di aumentare le capacità mentali delle persone, da qui l'ossessione del megalomane Green nei confronti del laboratorio. La collaborazione con la scienziata Greta, di cui ben presto finirà per innamorarsi, e con i membri del suo gruppo consentiranno a Oscar di salvare il Collaboratorio dal degrado, avvalendosi anche dell'aiuto di una tribù nomade antagonista a quella assoldata da Green.

## Personaggi
Oscar ValparaisoAffermato esperto in campagne elettorali, grazie alla sua competenza e bravura è riuscito a far eleggere il visionario architetto Alcott Bambakias al Senato degli Stati Uniti. Dopo il successo, condiviso con i suoi collaboratori, viene assunto come analista per la commissione scientifica del Senato. Mantiene unito il suo gruppo di professionisti per continuare il lavoro insieme. La sua nascita è stata frutto di un esperimento di clonazione da parte di una banda specializzata in adozioni illegali. È stato poi adottato da un mafioso colombiano, Logan Valparaiso, ex attore che nascondeva le attività criminose dietro una società immobiliare statunitense. A causa delle sue origini non ha speranze di potersi affermare in campo politico, suo intimo desiderio, ma è costretto a attuare i suoi piani politici dietro le quinte.
W. Alcott BambakiasSenatore del Massachusetts, neoeletto grazie all'ottimo lavoro di Oscar e della sua krew.
Jules FontenotEx guardia del corpo presidenziale, responsabile della sicurezza della krew di Oscar.
Lorena BambakiasLa moglie del senatore Bambakias.
Kevin HamiltonHacker e membro di un movimento radicale militante, viene assunto da Oscar per occuparsi della sicurezza della krew e del Collaboratorio.
Greta PenningerAcutissima scienziata, premio Nobel. La sua massima aspirazione sarebbe quella di poter continuare in pace le sue ricerche ma è costretta a prendere la guida del Collaboratorio su sollecitazione di Oscar, di cui si innamora.
Generale BurningboyIl capo di una tribù nomade cui si rivolge Oscar per avere aiuto nella difesa del Collaboratorio.
Yosh PelicanosResponsabile delle finanze della Krew di Oscar e factotum.
Bob ArgowL'amministratore di sistema della campagna elettorale di Bambakias.
Jimmy De PauloIl pragmatico autista del futuribile pullman in cui viaggia la krew di Oscar.
Rebecca PatakiMembro della krew di Oscar.
Lana RamachandranLa segretaria di Oscar.
Moira MatarrazzoPortavoce della campagna elettorale, segretaria di Bambakias e poi sua amante.
Leon SosikIl nuovo capo dello staff di Bambakias dopo la sua elezione, in accesa concorrenza con Oscar.
Donna NunezResponsabile dell'immagine dei membri del gruppo di Oscar e di Bambakias durante la sua campagna elettorale.
Audrey AvizienisRicercatrice esperta nella krew di Oscar.
Negi EsatabrooKLa più anziana tra i collaboratori di Oscar.
Fred DillenFactotum della krew e lavandaio.
Ando "Corky" ShoekiMaggiordomo e organizzatore di eventi nella krew.
NormanL'impacciato volontario stagista nella krew di Oscar.

## Edizioni
- (EN) Bruce Sterling, Distraction, 1ª ed., The Easton Press, 1998.
- Bruce Sterling, Caos USA, traduzione di Carlo Borriello, Il libro d'oro, vol. 117, Fanucci, 1999,  p. 524, ISBN 88-347-0691-9.
- Bruce Sterling, Caos USA, traduzione di Carlo Borriello, Tascabili immaginario, vol. 1, Fanucci, 2002,  p. 526, ISBN 88-347-0873-3.